# Windhoff (Berlin)

Firmenemblem

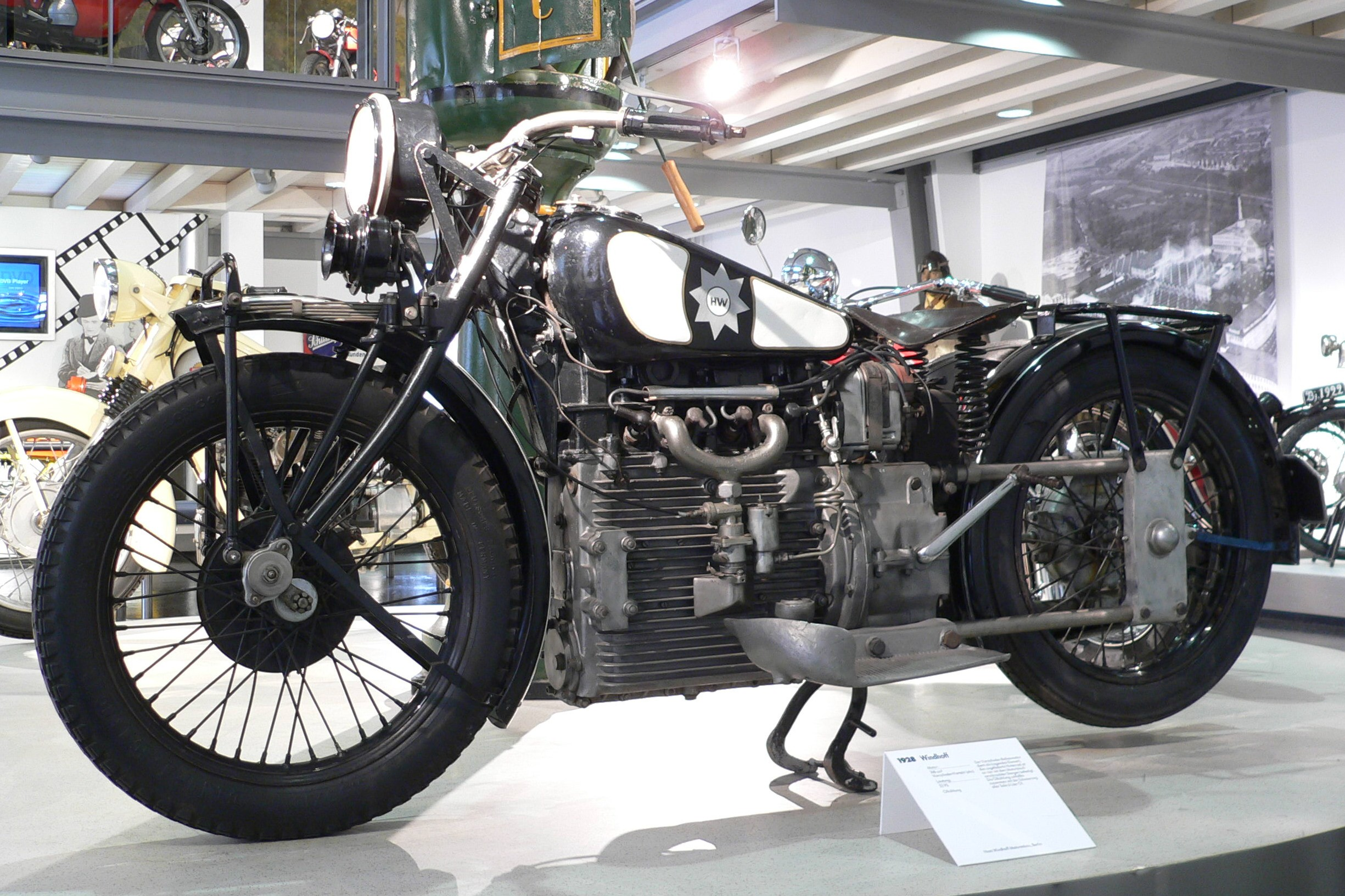
Windhoff-Motorrad von 1928 im Zweirad-Museum Neckarsulm. Die vier aus dem Getriebegehäuse ragenden waagerechten Rohre bilden den Heckrahmen

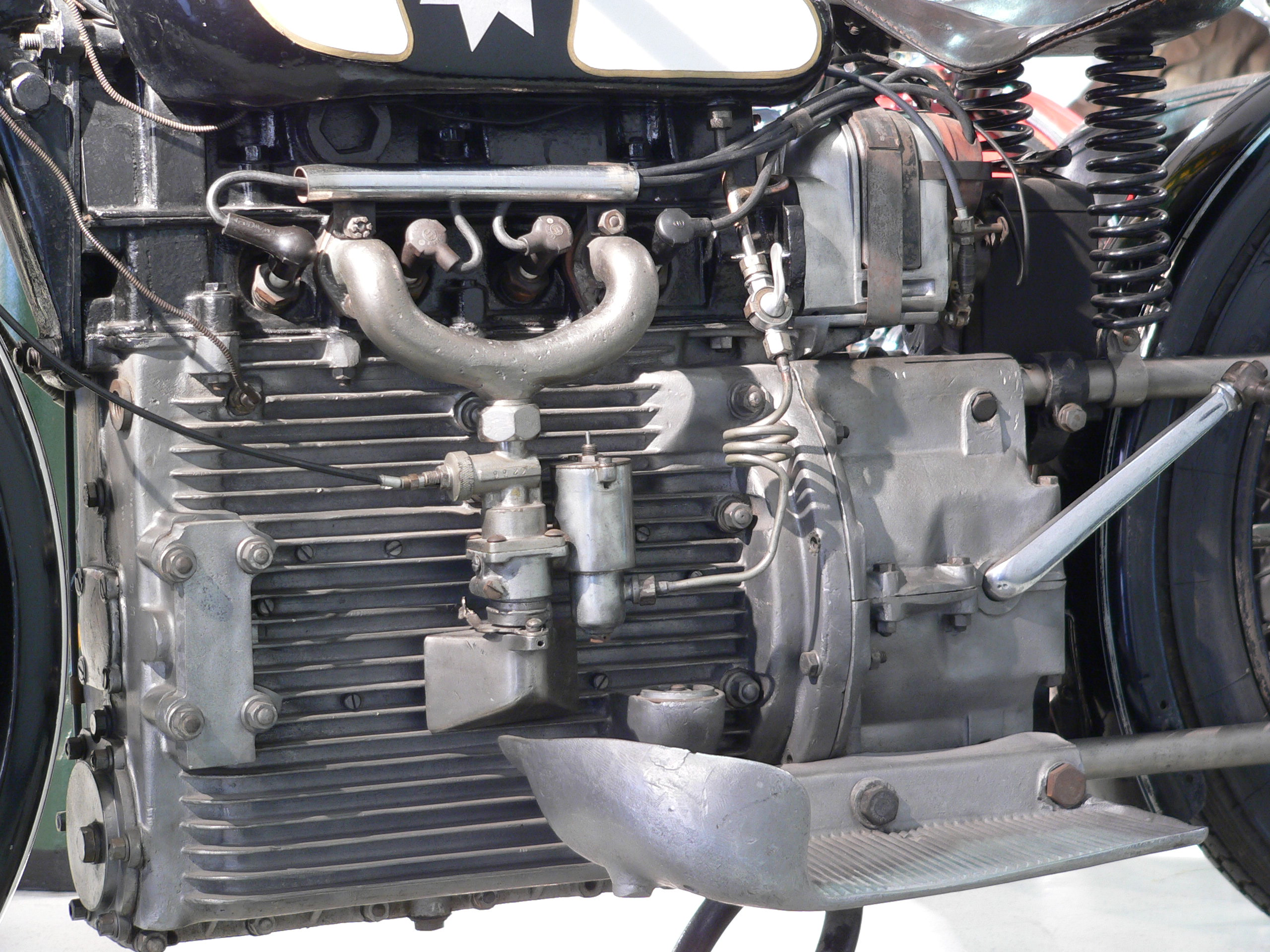
Motor des Windhoff-Motorrads von 1928

Windhoff war ein deutsches Unternehmen mit Sitz in Berlin, das Kühler, Benzintanks und ab 1924 auch Motorräder baute.

## Geschichte
Der Unternehmensgründer Hans Windhoff (1873–1932) war bis 1907 Geschäftsführer der Gebrüder Windhoff GmbH – Motoren-, Fahrzeug- und Maschinenfabrik, schied dort aus und gründete zunächst die Hans Windhoff Apparate- und Maschinenfabrik AG in Berlin Schöneberg (Bülowstraße), um auf seinen Patenten basierende Kühler in Eigenregie zu produzieren. Sie wurden in Kraftfahrzeugen, aber auch in Flugzeugen verwendet.
Anfang der 1920er Jahre begann Windhoff mit der Entwicklung eines Zweitaktmotorrades, wozu er die Windhoff Motorenbau GmbH gründete. Der Betrieb zog zunächst nach Johannisthal um und firmierte unter Hans Windhoff Motorenbau mbH, später nach Berlin-Friedenau. Laut Gesellschafterbeschluss vom 17. Dezember 1921 wurde die Fabrikation und der Vertrieb von Motoren festgelegt. Zur gleichen Zeit erwarb Windhoff mit Scharfenbrück bei Luckenwalde ein 257-ha-Gut mit Brennerei. das bis zum Ende des Zweiten Weltkrieges im Jahr 1945 im Besitz seiner Familie blieb.
Der Motor von Windhoff war ein wassergekühlter liegender Einzylinder. Der Zylinder war Teil des Kühlers. Die Leistung wurde durch eine Ladepumpe gesteigert. Er beruhte auf der Entwicklung des Bekamo-Motors von Hugo Ruppe. Ab 1924 wurden diese Motorräder hergestellt.
Beim AVUS-Rennen im Mai 1925 gewann Windhoff die ersten beiden Plätze in der Klasse bis 125 cm². Im September desselben Jahres konnte der Erfolg wiederholt werden. Zusätzlich gelang auch in der Klasse 175 cm² ein Doppelsieg. Diese beiden Motorräder gingen in Serie und verkauften sich zunächst sehr gut. Bei einem 24-Stunden-Rennen 1928 auf der Opel-Rennbahn gelangen zwei Weltrekorde für die 125-cm³-Klasse. Dabei wurden die 1000 km mit 61,2 km/h Durchschnitt zurückgelegt. Die erreichte Distanz mit 1451 km in 24 Stunden war ebenfalls Weltrekord. Vergrößerte Modelle mit 493 cm³ und 517 cm³ erwiesen sich jedoch als nicht praktikabel.
Trotz der Sporterfolge ging der Verkauf zurück. Windhoff begann mit der Entwicklung großvolumiger Viertaktmodelle. 1927 stellte er auf der Berliner Messe ein Motorrad mit Blattfeder-Vorderradgabel, einem 4-Zylinder-Reihenmotor mit 748 cm³ Hubraum und 22 PS vor, von dem bis 1931 etwa 250 Stück (nach anderer Quelle dagegen 1430 Stück) zum Grundpreis von 1750 Reichsmark gebaut wurden. Der Motor hatte eine obenliegende Nockenwelle und Tassenstößel und eine Flüssigkeitskühlung mit 6,5 Liter Öl als Kühlmittel. Das Besondere an diesem Motorrad war, dass es keinen Rahmen im üblichen Sinne gab, sondern dass das Getriebe und der Hilfsrahmen mit dem Motor verschraubt waren. (Patentschrift 463399 Motorrad mit dem Motor als Tragteil zwischen Vorder- und Hinterrad, angemeldet am 14. Dezember 1926, erteilt am 12. Juli 1928). Die fußbetätigte Bremse wirkte auf die Kardanwelle.
1929 kam ein Zweizylinder-Boxer mit 999 cm³ und seitlichen Ventilen dazu; das „Fahrgestell“ entsprach dem des Vierzylindermodells, die Fußbremse war jedoch als Klotzbremse ausgeführt. Das Motorrad ähnelte so den damaligen BMW-Boxern. Im selben Jahr begannen die Arbeiten an einem neuen Motorrad, das mit einem 175-cm³-Villiers-Motor ausgerüstet werden sollte. Die Lizenzverhandlungen verliefen ergebnislos. Stattdessen wurde Kurt Pohle beauftragt, zwei einfache luftgekühlte Einzylinder-Zweitaktmotoren mit 198 cm³ und 298 cm³ mit Nasenkolben in Anlehnung an den Villiers-Motor zu entwickeln. Es kam jedoch zu keiner nennenswerten Produktion und Windhoff gab die Motorradherstellung 1931 auf. Der Kühlerbau lief bis mindestens 1952 weiter.